# Associação Coreana de Voleibol
A Federação Coreana de Voleibol cuja sigla é KVA, é entidade de voleibol profissional no Coreia do Sul. Foi fundada em 2004 e desde então é filiadada FIVB e membro da entidade reguladora: AVC. A KVA é responsável pela organização nacional, das competições masculina e feminina de voleibol na Coreia do Sul, assim como as principais torneios como a V-League que é a Liga Profissional de Voleibol Coreano de Clubes e a Copa KOVO.